# Letiště Raná
Letiště Raná se nachází poblíž obce Raná, přibližně 10 kilometrů od města Louny a asi 20 kilometrů od města Most. Bylo založeno roku 1932 a pro své mimořádné přírodní podmínky se od začátku využívalo především k plachtění. V roce 2017 ho vlastní Aeroklub Raná a kromě plachtění je využíváno i k letům RC modelů. Dráha je travnatá.

## Počátky leteckého sportu

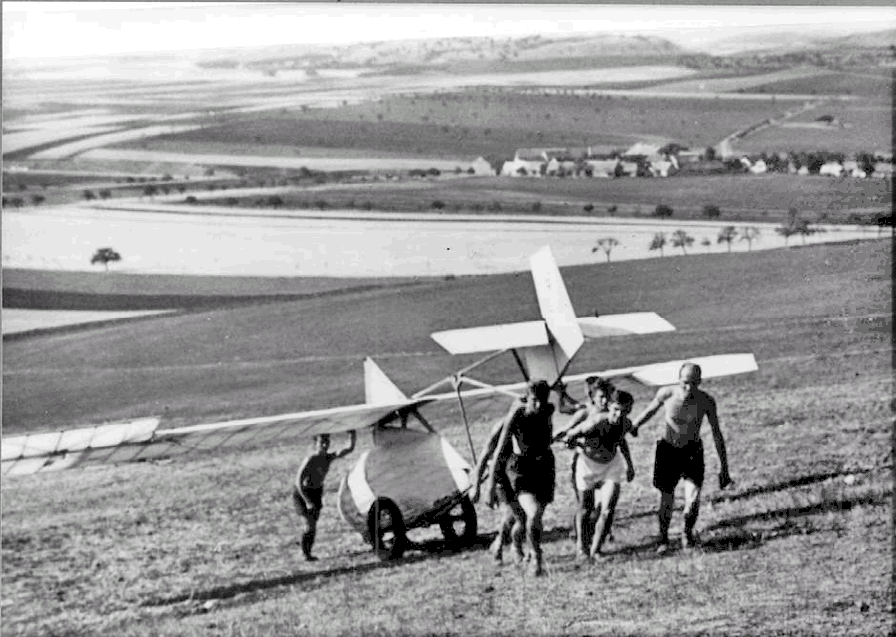
Počátky leteckého sportu na Rané – členové leteckého klubu Akaflieg Prag v létě roku 1935

Počátky leteckého sportu na Rané spadají do roku 1932, kdy členové studentského leteckého spolku Německé techniky v Praze "Akaflieg Prag" hledali o jarních prázdninách výhodný plachtařský terén a objevili holý hřbet se třemi vrcholky, dlouhý téměř 1,5 km, pozvolna vystupující z nížiny.
2. září roku 1932 začala historie plachtění na Rané prvním několikaminutovým letem. Již 13. listopadu se instruktor Erwin Primavesi udržel ve vzduchu dvě hodiny a 25 minut. Dosažený sportovní výkon byl zveřejněn v několika novinách a i pražský rozhlas přinesl senzační hlášení. Pod vedením mladého plachtařského instruktora Masarykovy letecké ligy (MLL) z Prahy začali s létáním na Rané také budoucí letci z Loun.
Konal se zde první a druhý národní plachtařský závod. Ústřední plachtařská škola zde v letech 1933–1938 vyškolila převážnou většinu svých plachtařů pilotů-instruktorů. Příznivý plachtařský terén nebyl využíván jen členy MLL a Akaflieg. Své pravidelné letní tábory zde měly i skupiny ČOS (Sokola) a Německého leteckého svazu v ČSR.
Ačkoli mezi německými a českými plachtaři fungovala na Rané dobrá spolupráce, v době vyhrocování národnostního napětí těsně před válkou byl i tento terén záminkou k třenicím. Sudetští poslanci Gustav Obrlik a Franz May si v lednu 1937 v parlamentu stěžovali, že se německým spolkům „trýznivě omezuje plachtění na Ranské hoře“. Ministerstvo vnitra v odpovědi na interpelaci poukázalo na rovné podmínky a stížnost zamítlo jako nedůvodnou.
Svobodné létání na Rané skončilo v říjnu 1938, kdy byly Sudety okupovány. Se začátkem války se z Rané stalo německé školící středisko pro piloty kluzáků Luftwaffe. Během válečných let docházelo postupně ke změnám v technikách startů. Od „vystřelování“ kluzáků gumovým lanem ze svahů začaly převládat starty z rovných letišť pomocí navijáků.
Po roce 1945 se stala Raná vyhledávaným centrem plachtařské mládeže z celé republiky. Zemská plachtařská škola zde vyškolila 962 pilotů, kteří zde v roce 1946 provedli dnes nepředstavitelných 41 367 startů. Dnešní sportovní letiště vybudovali lounští plachtaři brigádně. Pro tuto slavnou a průkopnickou minulost nazvali plachtaři Ranou u Loun kolébkou českého a československého plachtění.